# Мэри Поппинс (фильм)
«Мэ́ри По́ппинс» (англ. Mary Poppins) — музыкальный фильм 1964 года и экранизация (как и синтез) одноимённой серии книг Памелы Трэверс. Дебют в кино Джули Эндрюс. Фильм удостоен 5 премий «Оскар». После «Закона об информации» получил оценку 0+ (для любой зрительской аудитории), а в 2013 году вошёл в Национальный реестр фильмов Соединённых Штатов Америки.

## Сюжет

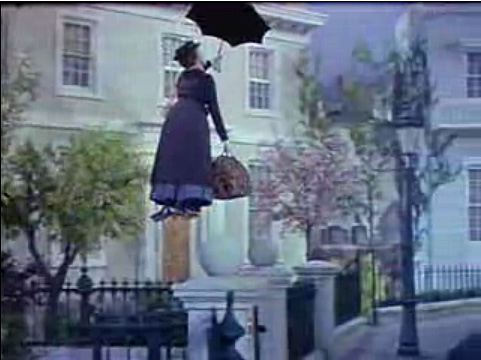
Кадр из фильма

Лондон, 1910 год. Берт — местный музыкант, художник и вообще мастер на все руки — развлекает прохожих игрой сразу на нескольких музыкальных инструментах. Он также посвящает некоторым прохожим стихи, которые сочиняет на ходу. Но он прерывается, почувствовав, как над городом пролетает незримый дух волшебства, принесённый ветром. Берт неудачно просит у расходящихся людей хотя бы скромную награду за свой труд и отправляется прогуляться по Вишнёвому переулку. В доме, построенном в виде корабля, живёт отставной адмирал Бум, с точностью замечающий любые погодные изменения. Вечереет, а в доме №17 довольно неспокойно. Здешняя няня собирается покинуть своих воспитанников — Джейн и Майкла, рассерженная тем, что они в очередной раз убежали от неё на прогулке. Горничная Эллен пытается её отговорить, в то время как кухарка миссис Брилл только рада избавиться от присутствия столь неприятной особы. Миссис Бэнкс возвращается с собрания суфражисток и так же тщетно пытается остановить няню. Мистер Бэнкс, банковский служащий, приходит домой и с удивлением выслушивает от жены, что няня от них ушла, а дети пропали. В этот момент Джейн и Майкла приводит домой полицейский и объясняет: в парке у них улетел воздушный змей, и они его искали, после чего заблудились. Мистер Бэнкс приходит к выводу, что пора взять семью под контроль, и даёт в газету объявление о поисках новой няни. Он человек строгий, любящий чёткое повседневное расписание жизни, тогда как миссис Бэнкс обладает мягким характером и, пожалуй, лишь несколько чрезмерно увлечена своей воодушевлённой борьбой за права женщин. Тем временем Джейн и Майкл пишут своё объявление — они хотят, чтобы няня была милой и красивой, знала много игр и песен. Конечно, мистер Бэнкс считает, что это нелепость, и рвёт их объявление. Оно отправляется в камин, а оттуда его незаметно уносит ветром через дымоход.
На следующий день Джейн и Майкл обнаруживают у входа в дом огромную очередь из гувернанток. Тут начинаются чудеса: западный ветер уносит претенденток прочь и доставляет к крыльцу удивительную женщину под зонтиком, ручка у которого сделана в виде головы попугая. Женщину зовут Мэри Поппинс. Представляясь мистеру Бэнксу, она показывает восстановленное объявление детей и соглашается с их условиями, но обещает, что будет и в меру строгой и серьёзной. Каждый второй вторник у Мэри будет выходной. Мистер Бэнкс не верит своим глазам, когда видит разорванное им накануне в клочья письмо, а жене с удивлением говорит, что сам не понял, как нанял эту чудную няню. Миссис Бэнкс же радуется тому, насколько быстро был решён этот вопрос.
Новая няня удивляет детей, извлекая из своей сумки зеркало, вешалку, фикус и другие вещи, которые не могли бы там поместиться, а затем показывает, как можно превратить уборку в игру. Также она измеряет рост детей рулеткой, которая на самом деле показывает качества измеряемого человека. Про Мэри Поппинс рулетка говорит, что она «само совершенство во всём». Во время прогулки Мэри как старую знакомую приветствует Берт. Он подтверждает, что в обществе Мэри можно ожидать чего угодно. Действительно, Мэри уводит их всех в нарисованную Бертом картину, где она и Берт совершают приятную прогулку, потом с Джейн и Майклом катаются на карусели, а в конце они все охотятся на лис и участвуют в скачках. После того, как Мэри побеждает, она и Берт рассказывают о волшебном слове «Суперкалифраджилистикэкспиалидошес», которое «говорят, когда нечего сказать» и которое может решить любую проблему. Позже дети знакомятся с Альбертом, дядей Мэри и поразительно смешливым субъектом, вместе с которым они хохочут над забавными шутками и пьют чай, взлетев под потолок комнаты. Атмосфера в доме Бэнксов постепенно меняется, здесь начинает царить благодушие, и даже Эллен и миссис Брилл перестают конфликтовать друг с другом. Когда Джейн и Майкл пытаются рассказать мистеру Бэнксу обо всех своих повседневных весёлых занятиях, тот возмущается и требует от Мэри большей серьёзности. Тогда она предлагает мистеру Бэнксу показать детям настоящую взрослую жизнь, то есть его работу в банке, и мистер Бэнкс одобряет эту идею. Перед сном Мэри поёт детям песню о пожилой птичнице, что сидит у Собора Святого Павла и продаёт людям корм для голубей.
На следующий день мистер Бэнкс и дети идут в банк. Служащие рассказывают детям о том, как работают финансовые вложения, и предлагают Майклу немедленно вложить в дело его «капитал» — два пенса. Он отказывается, так как хочет купить на эти деньги корм для птиц, а когда служащие начинают слишком сильно настаивать, случайно провоцирует панику среди клиентов. Убежавших и заблудившихся детей встречает и отводит домой всё тот же Берт — сегодня он подрабатывает трубочистом. Миссис Бэнкс поручает ему вычистить трубы в доме, но на самом деле ей нужно с кем-то оставить Джейн и Майкла, чтобы отправиться на очередное собрание суфражисток. Больше детей оставить не с кем — у Мэри Поппинс выходной день, а миссис Брилл и Эллен заняты. Берт рассказывает детям о жизни трубочистов, крышах и трубах над Лондоном, и, когда приходит Мэри, все четверо выбираются наверх. Они совершают путешествие по крышам и встречают других трубочистов. После они спускаются в дом как раз перед возвращением родителей. Трубочисты на прощание жмут мистеру Бэнксу руку. У Берта и мистера Бэнкса происходит задушевный разговор, и мистер Бэнкс, сначала обвиняя Мэри Поппинс в своих неприятностях, понимает, насколько он отдалился от собственных детей. Внезапно ему звонят из банка с просьбой явиться туда, несмотря на то, что уже вечер.
Как оказывается, мистера Бэнкса увольняют. Это полное крушение всего его мира, но он так расстроен тем, что у него не складываются отношения с детьми, что уже не воспринимает увольнение как что-то серьёзное. К удивлению коллег, он рассказывает им шутку, недавно услышанную от Майкла, и впервые выговаривает без ошибок волшебное слово «Суперкалифраджилистикэкспиалидошес». Потом мистер Бэнкс уходит, но перед этим отдаёт управляющему банком мистеру Доусу-старшему два пенса, которые Майкл, в свою очередь, отдал ранее папе в надежде, что это поможет.
Ветер меняет направление и становится восточным — Мэри Поппинс пора уходить. Мистер Бэнкс не появляется дома до утра, и все домашние волнуются, но он, оказывается, всю ночь чинил воздушного змея, а миссис Бэнкс делает из ленты общества суфражисток хвост для него. Счастливая семья идёт в парк, чтобы там запустить змея в небо. Неожиданно мистер Бэнкс встречает сына управляющего банком — мистера Доуса-младшего, который говорит, что его отец умер от смеха, будучи счастливее, чем в любой другой момент жизни, настолько его рассмешила та шутка. Теперь мистер Доус-младший приглашает мистера Бэнкса снова работать в банке. Попугай на рукоятке зонтика Мэри Поппинс недоволен, что Джейн и Майкл больше думают о своём отце, чем о своей няне, и что по этой причине они не попрощались с ней. Мэри отвечает, что так и должно быть, хоть она и привязалась к детям. Она раскрывает зонтик и улетает, подхваченная ветром. Вслед ей Берт просит её возвращаться поскорее.

## В ролях
- Джули Эндрюс — Мэри Поппинс / малиновка (свист) / одна из участниц оркестра
- Дик Ван Дайк — Берт / мистер Доус-старший, главный антагонист фильма и председатель банка
- Дэвид Томлинсон — Джордж Уилфред Бэнкс / один из пингвинов-официантов / жокей / управляющие на ипподроме / попугай на зонте Мэри Поппинс
- Глинис Джонс — Уинифред Бэнкс
- Прислуга:
  - Гермиона Баддели — Эллен, горничная Бэнксов
  - Рита Шоу — миссис Брилл, кухарка Бэнксов
- Дети Бэнксов:
  - Карен Дотрис — Джейн Бэнкс
  - Мэттью Гарбер — Майкл Бэнкс
- Эльза Ланчестер — няня Кэти
- Артур Тричер — констебль Джонс
- Реджинальд Оуэн — адмирал Бум
- Эд Уинн — дядя Альберт
- Джейн Дарвелл — птичница (озвучивает Роберт Б. Шерман)
- Артур Мэлет — мистер Доус-младший, сын мистера Доуса-старшего
- Джимми Логан — швейцар, преследующий Майкла и Джейн в банке (в титрах как «Джеймс Логан»)
- Дон Барклэй — мистер Биннакл, старший помощник адмирала Бума (озвучивает Дэвид Томлинсон)
- Элма Лоутон — миссис Корри, владелица кондитерской
- Марджори Итон — мисс Майя Персиммон
- Марджори Беннетт — мисс Ларк
- Дж. Пэт О’Мэлли — собака, лошадь, пингвин и ещё 5 эпизодических персонажей (озвучивание; в титрах не указан)

## Создатели
| - Оператор-постановщик — Эдвард Колмэн - Художники-постановщики — Кэрролл Кларк, Уильям Х. Тантки - Монтажёр — Коттон Уорбёртон - Художники-декораторы — Эмиль Кари, Хэл Госмэн - Художник по костюмам — Билл Томас - Консультант — П. Л. Трэверс (по мотивам книги «Мэри Поппинс») - Звукорежиссёр — Роберт О. Кук - Звукооператор — Дин Томас - Костюмеры — Чак Кини, Гертруда Кейси - Художник-гримёр — Пэт МакНэлли - Постановка танцев — Нэт Фарбер - Художник анимации — МакЛарен Стюарт - Режиссёр анимации — Хэмильтон Ласки | - Аниматоры: - Милт Каль - Фрэнк Томас - Олли Джонстон - Уорд Кимболл - Джон Лаунсбери - Эрик Ларсон - Хэл Эмбро - Клифф Нордберг - Джек Бойд | - Композиторы и авторы текстов песен — Ричард М. Шерман и Роберт Б. Шерман - Музыкальный супервайзер, аранжировщик и дирижёр — Ирвин Костэл - Хореографы — Марк Бро и Ди Ди Вуд - Спецэффекты — Питер Элленшоу, Юстэс Лайкетт, Роберт Э. Мэтти - Авторы сценария — Билл Уолш, Дон ДаГради - Продюсер — Билл Уолш - Режиссёр — Роберт Стивенсон |

## Награды и номинации

### Награды
| - 1965 — Премия «Оскар» - Лучшая актриса — Джули Эндрюс - Лучшие визуальные эффекты - Лучший монтаж — Коттон Уорбёртон - Лучшая музыка (оригинальная песня) — Ричард Шерман, Роберт Шерман (песня «Дым, полезай в трубу») - Лучшая музыка (оригинальный саундтрек) — братья Шерман - 1965 — Премия BAFTA - Лучший новичок в главной роли — Джули Эндрюс - 1965 — Премия «Золотой глобус» - Лучшая актриса комедии/мюзикла — тоже Джули Эндрюс - 1965 — Премия «Грэмми» - Лучший оригинальный саундтрек — братья Шерман | - 1965 — Премия «Оскар» - Лучшие декорации - Лучшая операторская работа — Эдвард Колмэн - Лучшие костюмы — Тони Уолтон - Лучший режиссёр — Роберт Стивенсон - Лучшая запись музыки — Ирвин Костал - Лучший фильм — Уолт Дисней, Билл Уолш - Лучший звук - Лучший сценарий — Билл Уолш, Дон ДаГради - 1965 — Премия «Золотой глобус» - Лучшая комедия/мюзикл - Лучший актёр комедии/мюзикла — Дик Ван Дайк - Лучшая оригинальная музыка — братья Шерман |

## Русскоязычная версия
По мнению известного переводчика Дмитрия Ермоловича, дублированный перевод этого фильма на русский язык «в целом никуда не годится». «Этот перевод не то чтобы совсем беспомощен, но он не выдержан стилистически и часто не в ладах с грамматикой, логикой и смыслом. Если рассматривать его как целостное произведение, то в нём утрачены внутритекстовые связи, воспитательный подтекст. Чем дальше слушаешь его, тем сильнее ощущение, что сделан он равнодушно и небрежно, по принципу „что получилось, то получилось“, „и так сойдёт“».

## Заметки
1. 1 2  анимация
2. ↑  сопродюсер
3. 1 2  песни
4. ↑  фильм